# 안나 리
안나 리(Anna Lee, 1913년 1월 2일 ~ 2004년 5월 14일)는 영국의 배우, 텔레비전 배우, 영화배우이다.

## 영화
- 발 류튼: 그림자 속의 사나이 (2007년)
- 모의 법정 (1989년)
- 전격 후린트 특공작전 (1967년)
- 일곱 여인 (1966년)
- 사운드 오브 뮤직 (1965년) - 마가레타 수녀 역
- 잭 더 자이언트 킬러 (1962년)
- 리버티 벨런스를 쏜 사나이 (1962년)
- 제인의 말로 (1962년)
- 투 로드 투게더 (1961년)
- 디스 어스 이즈 마인 (1959년)
- 존 웨인의 기병대 (1959년)
- 기디언 경감 (1958년)
- 마지막 함성 (1958년)
- 스튜디오 원 (1948년)
- 유령과 뮤어 부인 (1947년) - 페얼리 부인 역
- 베들램 (1946년)
- 행맨 올소 다이! (1943년)
- 언제나 영원히 (1943년)
- 코만도 스트라이크 앳 던 (1942년)
- 플라잉 타이거즈 (1942년)
- 마이 라이프 위드 캐롤라인 (1941년)
- 나의 계곡은 푸르렀다 (1941년)
- 솔로몬 왕의 광산 (1937년)
- 더 맨 후 체인지드 히스 마인드 (1936년)
- 히스 로드쉽 (1932년)